# دزد رنگین‌کمان
دزد رنگین‌کمان (انگلیسی: The Rainbow Thief) یک فیلم درام به کارگردانی آلخاندرو خودوروفسکی محصول سال ۱۹۹۰ است. از بازیگران آن می‌توان به پیتر اوتول، عمر شریف و کریستوفر لی اشاره کرد.